# マギオン (小惑星)
マギオン (2696 Magion) は小惑星帯の小惑星である。1980年4月16日、チェコスロバキア（当時）のクレチ天文台 (Hvězdárna Kleť) でラディスラフ・ブローチェクが発見した。2000年代に行われたライトカーブ観測により、自転速度が非常に遅いことがわかっている。
1978年にインターコスモス18号とともに打ち上げられたチェコスロバキア最初の人工衛星マギオン1号（磁気圏 (Magnetosféra) と電離層 (Ionosféra) の調査を目的とした衛星であることから "Magion"）に因んで命名された。